# الدين في تشاد
الدين في تشاد (تعداد 2023)

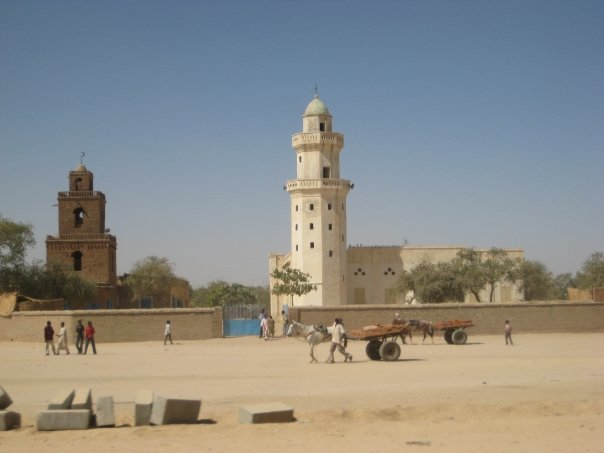
صورة لمسجدين في مدينة أبيشي عاصمة منطقة وادي، رابع أكبر المدن في تشاد، والتي أيضاً لازالت تحتفظ ببقايا العديد من المساجد القديمة، شُيد أغلبها في عهد سلطنة الوادي والتي كانت المنطقة معقلاً لها، حتى احتلتها فرنسا في حرب وادي عام 1911م.

الدين في تشاد طبقًا لتعداد عام 2023 يشكل المسلمون ما نسبته %85.7 من السكان يليهم المسيحيون الكاثوليك بنسبة %7.2 والبروتستانتية بنسبة %3.4 ويعتنق ما نسبته %1.7 الديانات الأفريقية التقليدية و%1.2 يدينون بديانات أخرى. %0.8 